# فيليكس ريستريبو ميخيا
فيليكس ريستريبو ميخيا (بالبرتغالية: Félix Restrepo Mejía‏) هو كاتب كولومبي، ولد في 13 مارس 1887 في ميديلين في كولومبيا، وتوفي في 16 ديسمبر 1965 في بوغوتا في كولومبيا.